# Tina In the Sky with Diamonds
Tina in the Sky with Diamonds, en español Tina en el cielo con diamantes, es el segundo episodio de la quinta temporada de Glee y el nonagésimo de la serie en general. Fue estrenado el 3 de octubre de 2013.

## Trama
New Directions continúa su misión de dos semanas que cubre los Beatles. Tina está nominada para reina de la fiesta en el nuevo combinado todos - los grados de fiesta y está decidido a ganar , el vertido de Sam, que había aceptado previamente como su cita para el baile de aprovechar las potenciales votos de los alhelíes y sin fechas, y belitting su asistente y director de la campaña, Dottie. A pesar de que también está nominado, Kitty decide apoyar a Tina. Al enterarse de esto, las campañas de Bree para Kitty, un compañero Cheerio  sin su consentimiento y cuerdas Dottie en un plan para humillar a Tina en el baile. En la sala del coro Tina empieza Revolución cantar pero la campana la interrumpe.
En NYADA, Kurt realiza Get Back para animar a Rachel, que está deprimido por su decepcionante audición "química" para Funny Girl. En el restaurante donde Rachel y el trabajo Santana, uno de sus compañeros de trabajo, Dani, está interesado en Santana, el interés es mutuo, aunque aterrador para Santana y Rachel le da una charla antes de que ella misma escasa al final de una noche cambiar. Dani y Santana perform Here Comes The Sun y, después de caminar por la ciudad, que comparten un beso.
Sue contrata med estudiante Penny Owen para convertirse en enfermera de McKinley High, y Sam se enamora de ella, cantando algo. Cuando Sue decide despedir a Penny por incompetencia, Sam supera su miedo a las agujas y permite que Penny le dan un tiro meningitis, y luego alaba a Sue, que revierte su decisión.
Al baile todas las parejas se ven tomando fotos juntos. Marley, Ryder, Jake, y único realizan sargento. Lonely Hearts Club Band de la pimienta. Después, Sue anuncia Tina y Brett Stoner como reina de la fiesta y el rey del baile. A la orden de Bree, Dottie regañadientes deja caer un cubo de granizado rojo en Tina mientras está en el escenario, y ella sale en lágrimas. New Directions le sigue a la sala del coro, donde cantan Hey Jude y animar a Tina para hacer frente a la multitud y volver. Gatito da a Tina su baile de gala y juntos a limpiar. Lo hace, de recibir su tan esperada ovación.
Rachel se sorprende al comensal por el Sr. Campion, director Funny Girl, que le dice que ha sido elegido como Fanny. En Lima, porristas Sue Entrenador Roz informa que Bree está detrás de la broma y exige que se le sanciona. Sue vez promueve Bree al capitán de los Cheerios y la anima para atormentar a New Directions lo más que pueda, con el fin de endurecer para arriba en los preparativos de los Nacionales. Rachel, Kurt, Santana y Dani realizan Let It Be en la celebración de los logros de Rachel, mientras que New Directions hace la misma canción en honor a Tina.
- Datos: Q15063165